# Volksrepublik Krim
Die Volksrepublik Krim (krimtatarisch Qırım Halq Cumhuriyeti) war ein kurzlebiger osteuropäischer Staat, der sich auf der Halbinsel Krim befand. Im Norden grenzte er an die Ukraine. Die Volksrepublik existierte vom 13. Dezember 1917 bis zum 23. Februar 1918 und war der erste erfolgreiche (wenn auch kurzlebige) Versuch in der islamischen Welt, einen souveränen Staat zu etablieren. Dieser war sowohl säkular als auch demokratisch; ähnlich der Demokratischen Republik Aserbaidschan und der Türkei unter Mustafa Kemal Atatürk, die jedoch beide später gegründet wurden. Die Gründung des Staates war eine Folge des Auseinanderbrechens des Russischen Reiches nach der Oktoberrevolution von 1917.

## Bevölkerung
Die Hauptreligion des Staates (nicht die offizielle Staatsreligion) war der sunnitische Islam, die Amtssprache war Krimtatarisch. Die Volksrepublik Krim wurde von einer Initiative der Kurultai (Volksversammlung) der Krimtataren deklariert, welche die Gleichheit aller Ethnizitäten innerhalb der Halbinsel festlegte; aufgrund der Vertreibung von ansässigen Krimtataren zu Zeiten des Zarenreiches und einer gezielten Russifizierungspolitik waren inzwischen allerdings die meisten ansässigen Menschen Slawen: Etwa 42 Prozent waren zu der Zeit Russen, 11 Prozent Ukrainer, daneben gab es auch Armenier, Pontosgriechen, Krimdeutsche und Krimitaliener. Dies war die Folge der Russifizierungspolitik des Russischen Reiches, die sowohl die Ansiedlung von Russen und Ukrainern als auch die Vertreibung des turksprachigen, krimtatarischen Bevölkerungsanteils verfolgte.
Obwohl die Krimtataren nur noch ein Drittel der Bevölkerung stellten, waren sie die dominierende Bevölkerungsgruppe innerhalb des politischen und kulturellen Lebens des Staates. Aus den Erfahrungen der Vergangenheit leiteten sie daher eine Tatarisierung der übrigen Bevölkerung ein. Noman Çelebicihan war der erste Staatspräsident der im Entstehen begriffenen Republik.

## Politisches System
Die Kurultai stand in Opposition zu den Bolschewiken und publizierte ein Krimtatarisches Grundgesetz, das eine Verfassunggebende Versammlung der gesamten Krim einberief. Sie etablierte zudem ein Direktorialsystem als eine provisorische Regierung und errichtete einen Rat der nationalen Vertreter als provisorisches Parlament.
Diese Absichten zur Demokratisierung und Konsolidierung des Staates wurden recht schnell von der Schwarzmeerflotte Russlands, die von den Bolschewiki dominiert war, zunichtegemacht. Nach der Zerschlagung der kurzlebigen krimtatarischen Eigenstaatlichkeit wurde die Autonome Sozialistische Sowjetrepublik der Krim gegründet.

## Symbole

Militärflagge der Volksrepublik Krim[quelle erforderlich], 1917–1918
Religionsflagge der Krimtataren, 1917–1918